# Pierre Failliot
Pierre Alexis Louis Failliot (París, 25 de febrer de 1889 – París, 31 de desembre de 1935) va ser un atleta i jugador de rugbi francès que va competir a començaments del segle xx.
El 1912 va prendre part en els Jocs Olímpics d'Estocolm, on disputà sis proves del programa d'atletisme. En els 100, 200 i 4x100 metres relleus quedà eliminat en la primera ronda eliminatòria. En els 4x400 metres relleus guanyà la medalla de plata amb l'equip francès. També disputà les dues proves combinades, el pentatló, on fou dissetè, i el decatló, que no va finalitzar.
Entre 1911 i 1913 jugà a 8 partits amb la selecció francesa de rugbi.